# Pływanie na Letnich Igrzyskach Olimpijskich 1976 – 4 × 100 m stylem zmiennym kobiet
4 × 100 m stylem zmiennym kobiet – jedna z konkurencji pływackich rozgrywanych podczas XXI Igrzysk Olimpijskich w Montrealu. Eliminacje i finał miały miejsce 18 lipca 1976 roku.
Mistrzyniami olimpijskimi zostały zawodniczki z NRD. Sztafeta w składzie: Ulrike Richter (1:02,23), Hannelore Anke (1:10,15), Andrea Pollack (59,53), Kornelia Ender (56,04) czasem 4:07,95 ustanowiła nowy rekord świata. Srebrny medal zdobyły Amerykanki, które pobiły rekord kontynentu (4:14,55). Na najniższym stopniu podium stanęły reprezentantki gospodarzy, po poprawieniu w finale rekordu Kanady (4:15,22).

## Rekordy
Przed zawodami rekord świata i rekord olimpijski wyglądały następująco:
| Rekord            | Reprezentacja | Czas    | Miejsce   | Data            |       |
| ----------------- | --- | ------- | --------- | --------------- | ----- |
| Rekord świata     | NRD · Barbara Krause · Carola Nitschke · Monika Seltmann · Andrea Pollack                                                    | 4:13,41 | Berlin    | 5 czerwca 1976  | [ 1 ] |
| Rekord olimpijski | Stany Zjednoczone · Melissa Belote (1:06,24) · Catherine Carr (1:13,99) · Deena Deardruff (1:02,61) · Sandra Neilson (57,90) | 4:20,75 | Monachium | 3 września 1972 | [ 2 ] |

W trakcie zawodów ustanowiono następujące rekordy:
| Data     | Etap konkurencji      | Reprezentacja                                                                                               | Czas    | Rekord |
| -------- | --------------------- | --- | ------- | ------ |
| 18 lipca | wyścig eliminacyjny 2 | Kanada · Wendy Hogg · Robin Corsiglia · Susan Sloan · Debbie Clarke                                         | 4:20,10 | OR     |
| 18 lipca | wyścig eliminacyjny 3 | NRD · Birgit Teiber · Carola Nitschke · Rosemarie Gabriel · Andrea Pollack                                  | 4:13,98 | OR     |
| 18 lipca | finał                 | NRD · Ulrike Richter (1:02,23) · Hannelore Anke (1:10,15) · Andrea Pollack (59,53) · Kornelia Ender (56,04) | 4:07,95 | ,      |

## Wyniki

### Eliminacje
| Miejsce | Wyścig | Państwo           | Zawodniczki                                                          | Czas      | Uwagi |
| ------- | ------ | ----------------- | -------------------------------------------------------------------- | --------- | ----- |
| 1.      | 3      | NRD               | Birgit Teiber Carola Nitschke Rosemarie Gabriel Andrea Pollack       | 4:13,98   | Q,    |
| 2.      | 3      | ZSRR              | Nadija Stawko Maryna Jurczenia Tamara Szełofastowa Larisa Carjowa    | 4:18,73   | Q     |
| 3.      | 2      | Kanada            | Wendy Hogg Robin Corsiglia Susan Sloan Anne Jardin Debbie Clarke     | 4:20,10   | Q     |
| 4.      | 1      | Stany Zjednoczone | Linda Jezek Lauri Siering Lelei Fonoimoana Wendy Boglioli            | 4:20,87   | Q     |
| 5.      | 2      | Holandia          | Diane Edelijn Wijda Mazereeuw Ineke Ran Enith Brigitha               | 4:22,49   | Q     |
| 6.      | 2      | Wielka Brytania   | Joy Beasley Margaret Kelly Susan Jenner Debbie Hill                  | 4:23,91   | Q     |
| 7.      | 3      | Japonia           | Yoshimi Nishigawa Toshiko Haruoka Yasue Hatsuda Sachiko Yamazaki     | 4:25,81   | Q     |
| 8.      | 1      | Australia         | Michelle de Vries Judith Hudson Linda Hanel Jenny Tate               | 4:26,07   | Q     |
| 9.      | 2      | Francja           | Sylvie Testuz Annick de Susini Pascale Ducongé Guylaine Berger       | 4:26,48   | NR    |
| 10.     | 3      | Szwecja           | Gunilla Lundberg Anette Fredriksson Gunilla Andersson Ylva Persson   | 4:29,46   |       |
| 11.     | 2      | Belgia            | Carine Verbauwen Ilse Schoors Chantal Grimard Anne Richard           | 4:30,78   | NR    |
| 12.     | 3      | Włochy            | Antonella Roncelli Iris Corniani Donatella Schiavon Elisabetta Dessy | 4:31,20   | NR    |
| 13.     | 1      | Hiszpania         | Silvia Fontana Rosa Estiarte Magda Camps Montserrat Majo             | 4:38,42   |       |
| 14.     | 3      | Argentyna         | Claudia Bellotto Patricia Spohn Rossana Juncos Susana Coppo          | 4:41,82   |       |
| 15.     | 2      | Wenezuela         | Paola Ruggieri Dacyl Pérez Marianela Huen Vania Vázquez              | 4:43,78   |       |
| 16.     | 1      | Portoryko         | Diana Hatler Angela López María Mock Jane Fayer                      | 4:49,45   |       |
| 17 !    | 1      | RFN               | Angelika Grieser Dagmar Rehak Gudrun Beckmann Marion Platten         | 9:99,99 ! | DSQ   |

### Finał
| Miejsce | Państwo           | Zawodniczki | Czas    | Uwagi |
| ------- | ----------------- | --- | ------- | ----- |
| 1 !     | NRD               | Ulrike Richter (1:02,23) Hannelore Anke (1:10,15) Andrea Pollack (59,53) Kornelia Ender (56,04)                | 4:07,95 | WR    |
| 2 !     | Stany Zjednoczone | Linda Jezek (1:04,15) · Lauri Siering (1:13,65) · Camille Wright (1:00,64) · Shirley Babashoff (56,11)         | 4:14,55 | AM    |
| 3 !     | Kanada            | Wendy Hogg (1:04,17) Robin Corsiglia (1:13,16) Susan Sloan (1:01,59) Anne Jardin (56,30)                       | 4:15,22 | NR    |
| 4.      | ZSRR              | Nadija Stawko (1:04,54) · Maryna Jurczenia (1:12,78) · Tamara Szełofastowa (1:02,06) · Larissa Carjowa (56,67) | 4:16,05 | NR    |
| 5.      | Holandia          | Diane Edelijn (1:05,11) Wijda Mazereeuw (1:13,36) José Damen (1:05,16) Enith Brigitha (56,30)                  | 4:19,03 | NR    |
| 6.      | Wielka Brytania   | Joy Beasley (1:06,84) Margaret Kelly (1:13,37) Susan Jenner (1:03,53) Debbie Hill (59,51)                      | 4:23,25 | NR    |
| 7.      | Japonia           | Yoshimi Nishigawa (1:06,01) Toshiko Haruoka (1:15,26) Yasue Hatsuda (1:02,42) Sachiko Yamazaki (59,78)         | 4:23,47 | NR    |
| 8.      | Australia         | Michelle Devries (1:06,30) Judith Hudson (1:17,63) Linda Hanel (1:03,43) Jenny Tate (58,55)                    | 4:25,91 | NR    |